# The Brothers (film 1914)
The Brothers è un cortometraggio muto del 1914 diretto da Frank Wilson.

## Trama
Due fratelli si contendono l'amore di una giovane. Il fidanzato della ragazza tenta il suicidio a causa dei maneggi dell'altro.

## Produzione
Il film fu prodotto dalla Hepworth.

## Distribuzione
Distribuito dalla Hepworth, il film - un cortometraggio in due bobine - uscì nelle sale cinematografiche britanniche nel novembre 1914.
Fu distrutto nel 1924 dallo stesso produttore, Cecil M. Hepworth. Fallito, in gravissime difficoltà finanziarie, Hepworth pensò in questo modo di poter almeno recuperare il nitrato d'argento della pellicola.